# Rolf Hansen
Pour les articles homonymes, voir Hansen.
Rolf Hansen, né le 12 décembre 1904 à Ilmenau (Thuringe) et mort le 3 décembre 1990 à Munich, est un réalisateur allemand.

## Biographie
Rolf Hansen a réalisé vingt films entre 1936 et 1960. Il est notamment connu pour son adaptation de Résurrection, le roman de Léon Tolstoï.

## Filmographie partielle
- 1936 : Das Schönheitsfleckchen (de)
- 1937 : Un drôle de cas (Gabriele: eins, zwei, drei)
- 1938 : Das Leben kann so schön sein (de)
- 1940 : Sommer, Sonne, Erika
- 1941 : Le Chemin de la liberté (Der Weg ins Freie)
- 1942 : Un grand amour (Die große Liebe)
- 1943 : Le Foyer perdu (Damals)
- 1949 : Vagabonds (de) (Vagabunden)
- 1950 : Mathilde Möhring (de) (Mein Herz gehört Dir)
- 1950 : Sous la rafale (Föhn), remake de L'Enfer blanc du Piz Palü, avec Hans Albers et Liselotte Pulver
- 1951 : Dr. Holl
- 1952 : La Dernière Ordonnance (Das letzte Rezept)
- 1952 : La Grande Tentation (Die große Versuchung)
- 1954 : Héros en blanc (Sauerbruch – Das war mein Leben)
- 1955 : L'Ennemie bien-aimée (de) (Geliebte Feindin)
- 1956 : Le Diable en personne (Teufel in Seide)
- 1957 : Les derniers seront les premiers (Die Letzten werden die Ersten sein)
- 1957 : Et ne nous laissez pas tomber en tentation (de) (...und führe uns nicht in Versuchung)
- 1958 : Résurrection (Auferstehung)
- 1960 : Le Page du roi Gustave Adolphe (de) (Gustav Adolfs Page)